# Schwache Lokalisierung
Die schwache Lokalisierung (weak localization) bezeichnet einen Quanteneffekt in der Leitfähigkeit des elektrischen Stroms und allgemein in der Streuung von Wellen in ungeordneten Medien, der dazu führt, dass die Ausbreitung der Wellen herabgesetzt und diese „lokalisiert“ werden.
Die Leitfähigkeit in einem elektrischen Leiter mit Störstellen als Streuzentren, die für den elektrischen Widerstand verantwortlich sind, lässt sich im Prinzip klassisch behandeln, solange die freie Weglänge {\displaystyle l} der Störstellen in einem Kristall größer ist als die Wellenlänge {\displaystyle 2\pi /k_{F}} des Elektrons (zur Definition von {\displaystyle k_{F}} siehe Fermi-Impuls). Die Elektronen bewegen sich gradlinig und werden an den Störstellen umgelenkt, wobei sich die Phasen der unterschiedlichen Pfade im Mittel wegheben und so die klassische Behandlung rechtfertigen.
In der quantenmechanischen Behandlung sind Interferenzen zu beachten, die im Fall der kohärenten Rückstreuung (coherent backscattering) auftreten. Wenn ein Elektron auf einen Pfad gestreut wird, der es an seinen Ausgangspunkt zurückbringt, so kann ein Elektron denselben Pfad mit derselben Wahrscheinlichkeitsamplitude in umgekehrter Richtung durchlaufen, wobei sich die Beiträge der beiden Pfade, die ja gleich lang sind, gleichphasig addieren (siehe auch Cooperon-Diagramm). Für die Rückstreuung ergibt sich eine um den Faktor zwei höhere Wahrscheinlichkeit als in der klassischen Behandlung. Das äußert sich bei Messungen in einem anomal erhöhten Widerstand und wurde in den 1970er Jahren an dünnen Filmen beobachtet.
In den 1980er Jahren wurde dieses Phänomen auch bei der Streuung kohärenten Lichts (Laser) an kolloidalen Suspensionen (z. B. sehr kleinen Kunststoffkügelchen in einer Flüssigkeit) direkt beobachtet und danach auch bei anderen Wellenphänomenen (sogar bei Erdbebenwellen).
Das Phänomen der schwachen Lokalisierung gilt als Vorläufer der starken oder Anderson-Lokalisierung in ungeordneten Medien, bei der die Konzentration der Störstellen so hoch ist, dass die diffusive Ausbreitung der Wellen ganz unterbleibt.